# Verwöhnende Erziehung
Der Begriff der Verwöhnung geht auf den Wiener Arzt und Begründer der Individualpsychologie Alfred Adler zurück. Er bezeichnete damit einen Erziehungsstil, der durch die Tendenz der Erzieher geprägt ist, Kindern in behütender Absicht auch einfache Aufgaben abzunehmen und jeden Wunsch zu erfüllen.

## Verwöhnende Erziehung nach Adler
Ein Erziehungsstil der „Verwöhnung“ und „Verzärtelung“ und seine Auswirkungen in bürgerlichen Familien wurden erstmals 1904 von Alfred Adler beschrieben, wobei der Begriff „Erziehungsstil“ zu diesem Zeitpunkt noch nicht existierte. Adler, der autoritäre Erziehung und Strafen ablehnte, zählte neben körperlichen Mängeln und einem lieblos-autoritären oder kalten Umgang mit dem Kind auch die Verwöhnung zu den schädlichen Faktoren, durch die Kinder „leicht die beste Unterstützung ihres geistigen Wachstums“ verlören, nämlich „das Vertrauen in die eigene Kraft.“ Er betrachtete die verzärtelnde oder verwöhnende Erziehung als Spielart einer vernachlässigenden Erziehung und wies auf ihre entmutigende Wirkung auf das Kind hin, das dadurch Antrieb und Motivation verliere, sich zum Erreichen seiner Ziele anzustrengen. Verwöhnung sei im Sinne überbeschützender Fürsorge als ein „Handeln für das Kind“ in Situationen zu verstehen, in denen es um die Selbstständigkeit und Kooperationsbereitschaft des Kindes mit anderen geht und das Kind eigentlich ermutigt und angeregt werden müsste, die Aufgabe auf seine Weise selbst zu bewältigen, um Erfahrungen zu sammeln und Selbstbewusstsein zu entwickeln. Adler sieht die Gefahr einer verwöhnenden Erziehung im Verlust des Sozialinteresses und der Fähigkeit zur Bewältigung der entsprechenden Lebensaufgaben. Das Kind werde „an eine imaginäre Welt gewöhnt, die nicht die unsere ist, in der alles von anderen für das verwöhnte Kind getan wird. Eine verhältnismäßig kurze Zeitstrecke genügt, um das Kind zu verleiten, sich immer im Mittelpunkt des Geschehens zu sehen und alle anderen Situationen und Menschen als feindlich zu empfinden.“
Innerhalb seines tiefenpsychologischen Ansatzes betrachtete Adler die Verwöhnung als ein anerzogenes Beziehungsmuster zwischen dem Individuum und der Gemeinschaft. Solche Muster würden in der frühen Kindheit durch die Haltung und Gefühlsdisposition der Erzieher im Zusammenspiel mit der individuellen, schöpferischen Antwort des Kindes geprägt und können sich Adler zufolge in Form gegebenenfalls schädlicher Charakterstrukturen im späteren Leben verstetigen und fortsetzen. In Abgrenzung zu Sigmund Freud betrachtete Alfred Adler den Ödipuskonflikt nicht als ein normales, universelles Stadium der psychischen Entwicklung, das jeder Mensch durchläuft, sondern allenfalls als Ergebnis falscher Erziehung eines Kindes. Solche seelischen Sackgassen entstünden nicht aus spontanen Triebbedürfnissen des Kindes heraus, sondern aus elterlicher Verwöhnung und dem Kontrast zwischen den Erziehungshaltungen der Mutter und des Vaters. Auch für die Neopsychoanalytikerin Karen Horney stellte der Ödipuskomplex eine Art Fortentwicklung negativer Beziehungsmuster dar, die nur bei einem vorher schon verwöhnten Kind eintritt.
Als Anhaltspunkte für verwöhnende Erziehung nennt Adlers Schüler Erwin Wexberg 1922: „Überhäufen mit Zärtlichkeit, überschwängliche Bewunderung für jede Leistung, maßlos auf seine Schönheit und Intelligenz eingebildet zu sein, das Kind all dies merken zu lassen und es zum Mittelpunkt der Familie machen, jeden Wunsch von den Augen ablesen, dem Kind gehorchen und sich von ihm beherrschen und tyrannisieren zu lassen, dem Kind alles abnehmen und ihm gleichzeitig jede Möglichkeit der eigenen Entwicklung zu nehmen.“

## Rezeption und neuere Entwicklungen
In der heutigen Pädagogik haben sich Begriffe wie permissiv-verwöhnender Erziehungsstil und Overprotection durchgesetzt, und als Antwort auf die damit bezeichneten empfundenen oder realen Probleme wurden unterschiedliche Konzeptionen von Erziehung zur Selbstständigkeit, Charaktererziehung und Erziehung zur Resilienz entwickelt.